# Mestosoma glabratum
Mestosoma glabratum är en mångfotingart som först beskrevs av Christoph D. Schubart 1945.  Mestosoma glabratum ingår i släktet Mestosoma och familjen orangeridubbelfotingar. Inga underarter finns listade i Catalogue of Life.